# حرب الأدغال
يشير مصطلح حرب الأدغال إلى التقنيات الخاصة اللازمة للوحدات العسكرية للنجاة والقتال في أراضي الأدغال.
إن حرب الأدغال موضوع دراسة مكثفة من قبل الاستراتيجيين العسكريين، وقد شكلت جزءًا مهمًا من تخطيط طرفي الحرب في الكثير من الصراعات، بما فيها الحرب العالمية الثانية وحرب فيتنام.
آثار الأدغال على العمليات العسكرية متنوعة. يمكن للنباتات الكثيفة أن تحدّ من خطوط الرؤية وأقواس النيران، ولكنها في الوقت ذاته تمنح المتحاربين فرصة كبيرة للتمويه وتوفر المواد اللازمة لبناء التحصينات.
يتعذر على المركبات التوغل في الأدغال دون وجود الطرق الجيدة، ما يصعّب عمليات الإمداد والنقل اللوجيستيَّين، ويضفي هذا الأمر المزيد من الأهمية على النقل الجوي. تكون الموارد الهندسية مهمة بسبب مشاكل النقل، وذلك لضرورة تحسين الطرق، وبناء الجسور والمطارات، وتحسين الإمدادات المائية.
قد تكون بيئة الأدغال غير صحية بحكم طبيعتها، فتُسبّب الكثير من الأمراض المدارية، لذلك تجب الوقاية منها ومعالجتها من قبل الخدمات الطبية. وأيضًا، يمكن أن تصعّب التضاريس في الأدغال نشر القوات المدرعة أو أي نوع من القوات على نطاق واسع. يعتمد القتال الناجح في الأدغال بشدّة على نجاعة التكتيكات على مستوى الوحدة الصغيرة والقيادة.

## التاريخ

### حرب الأدغال قبل الحديثة
على مدى التاريخ، كانت الأدغال لاعبًا مهمًا في الكثير من المعارك التاريخية. فمثلًا، في معركة غابة تيوتوبورج بين الرومان والقبائل الجرمانية في العام التاسع الميلادي، استخدم الجرمانيون الأدغال لنصب الكمائن للرومان. في الصين القديمة، زرعت الإمبراطورية الصينية غابات على حدودها الاستراتيجية لعرقلة هجمات الرحّل. فمثلًا، زرعت سلالة سونغ الشمالية (960-1127) غابة دفاعية واسعة في مقاطعة خبي الحالية واعتنت بصيانتها.

### الحرب العالمية الثانية

#### حرب الأدغال التقليدية
في بداية حرب المحيط الهادئ في الشرق الأقصى، تمكنت القوات الإمبراطورية اليابانية من التقدم على جميع الجبهات. في حملة ملايو، تسللت هذه القوات مرارًا عبر الأدغال لتجاوز المواقع البريطانية الثابتة على حواجز الطرق بهدف قطع خط الإمداد البريطاني ومهاجمة الدفاعات البريطانية من كافة الجهات.
في أوائل عام 1942، اتخذ القتال في بورما في بداية حملة بورما خطًا شبيهًا ونتج عنه واحد من أطول الانسحابات في التاريخ العسكري البريطاني. غادر معظم أفراد الجيش الهندي البريطاني بورما حاملين فكرة أن اليابانيين لا يمكن إيقافهم في الأدغال.

## معرض صور

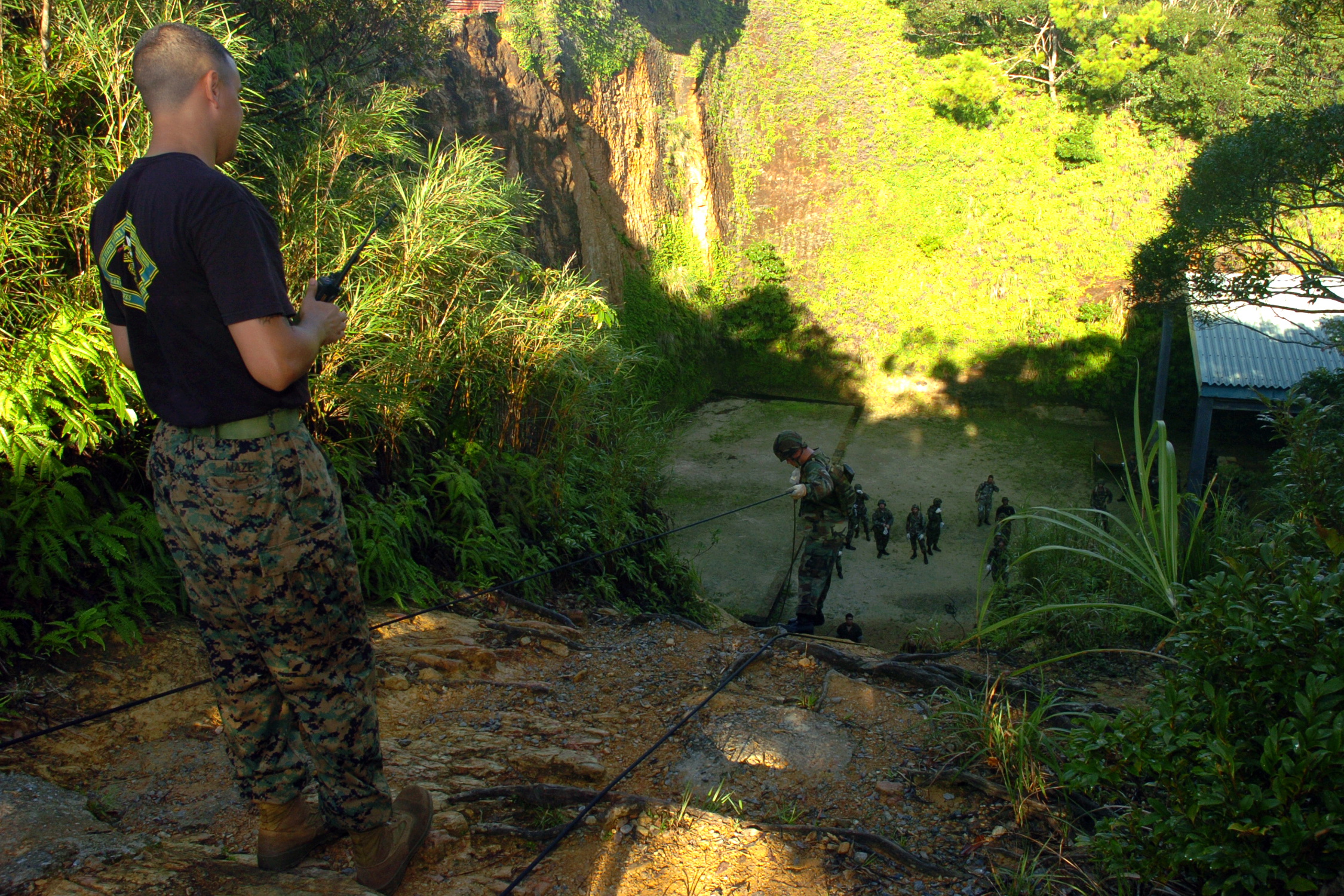
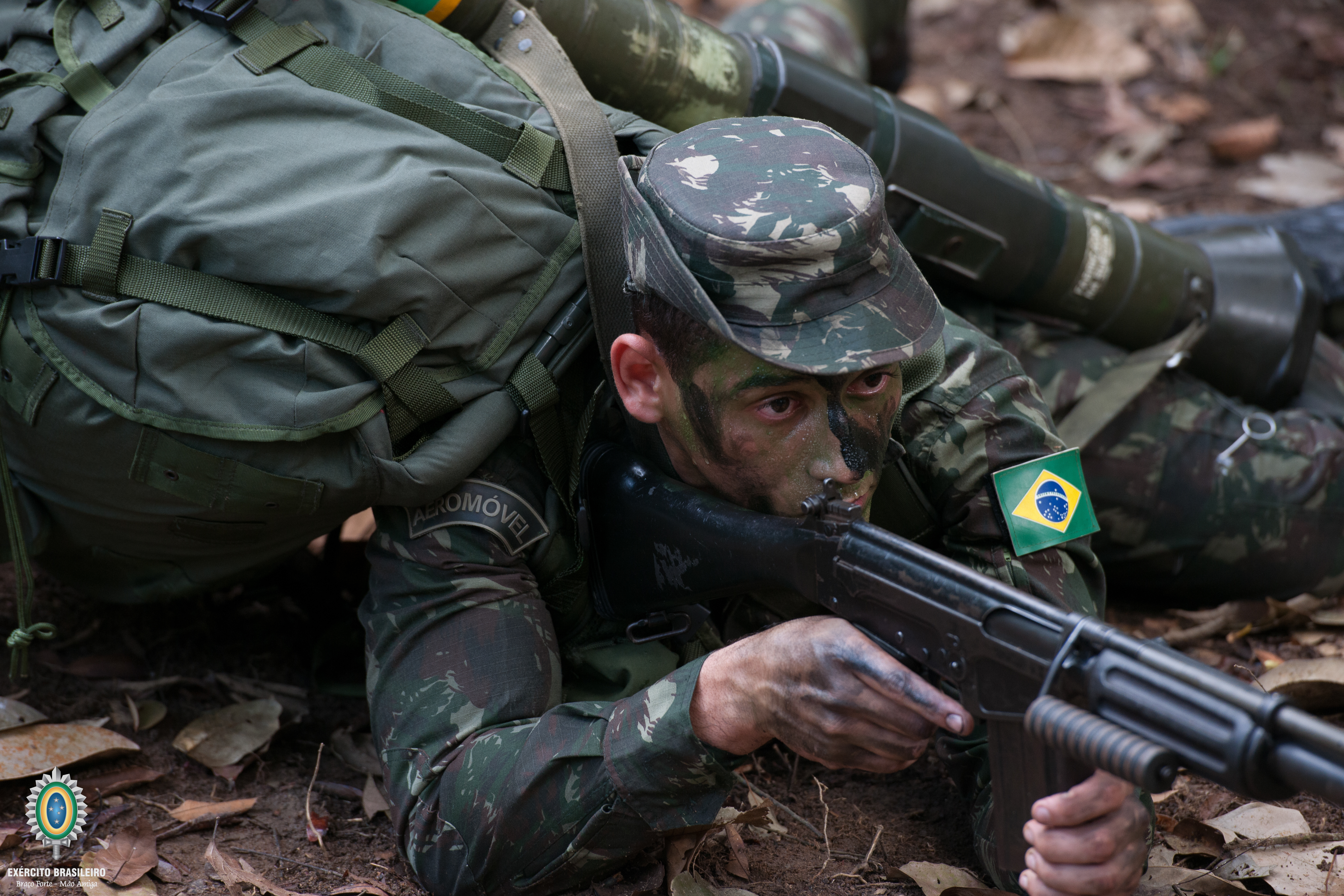
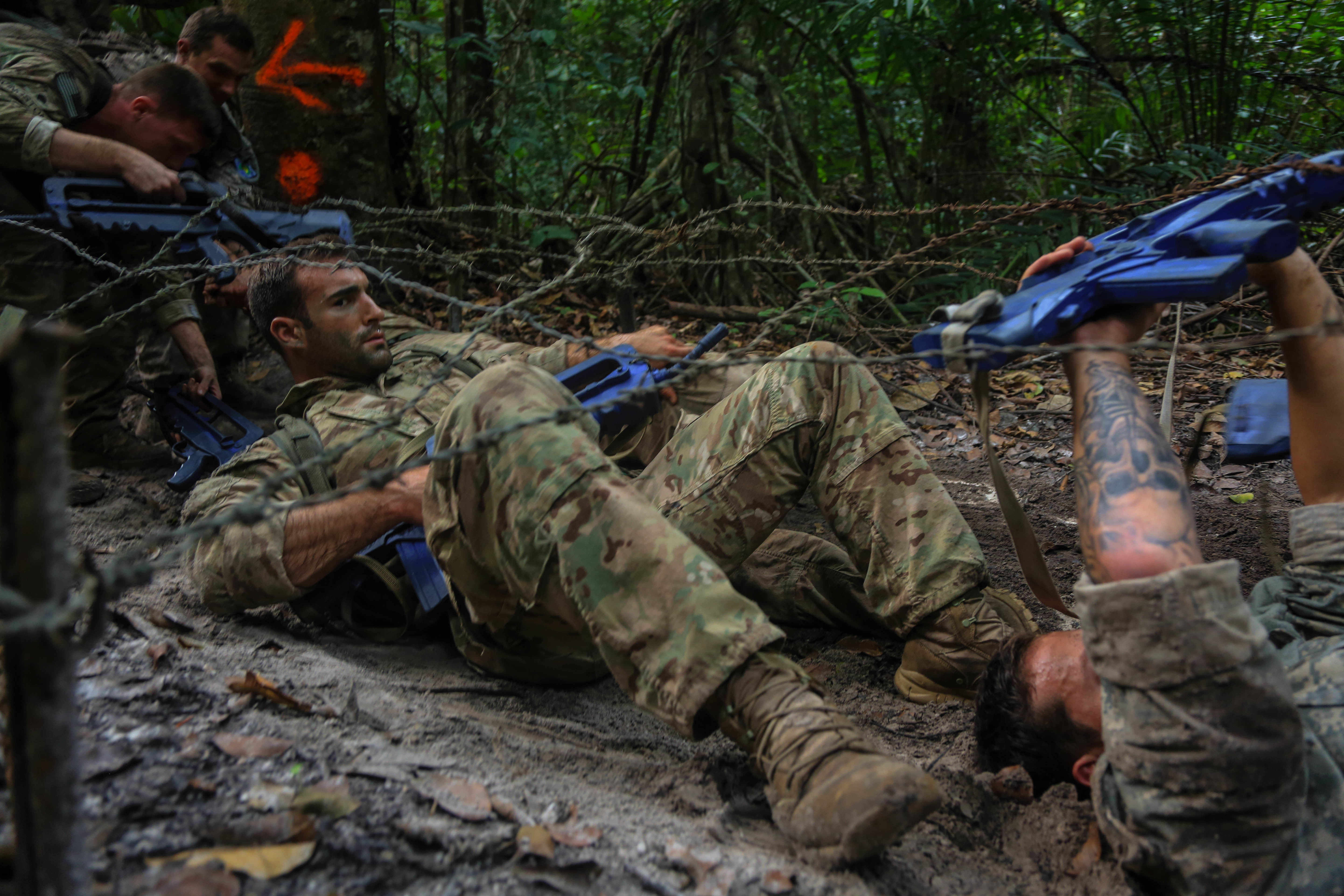